# Beaudesert Hall

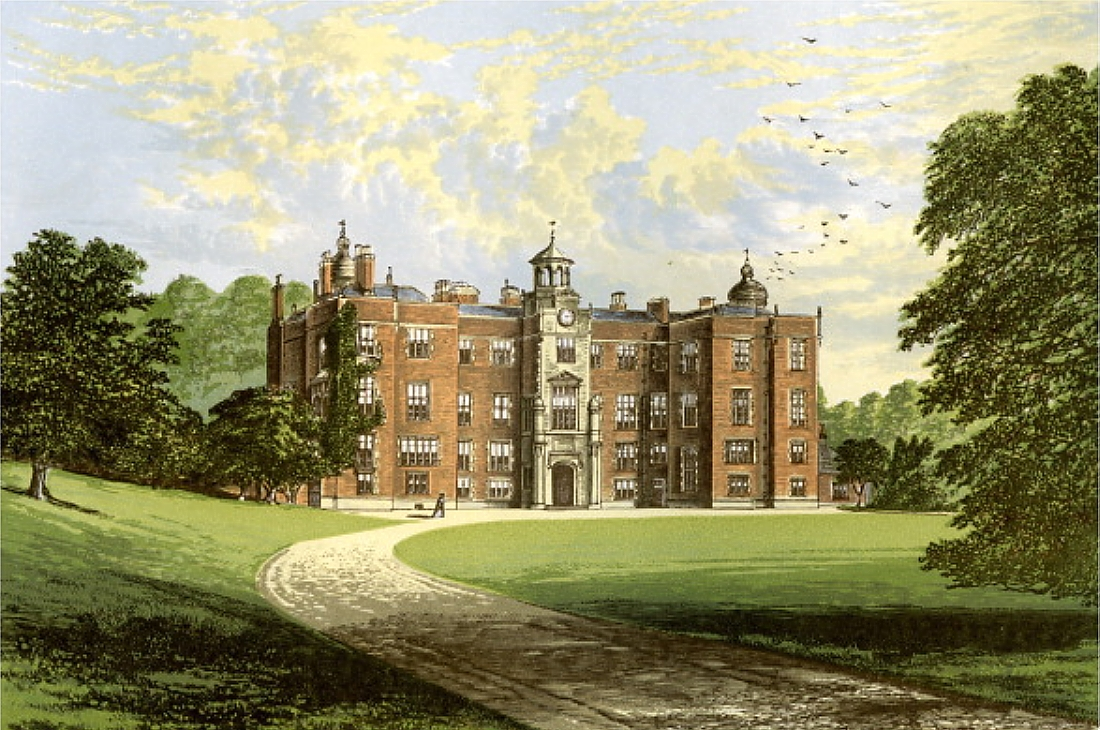
Beaudesert um 1880.

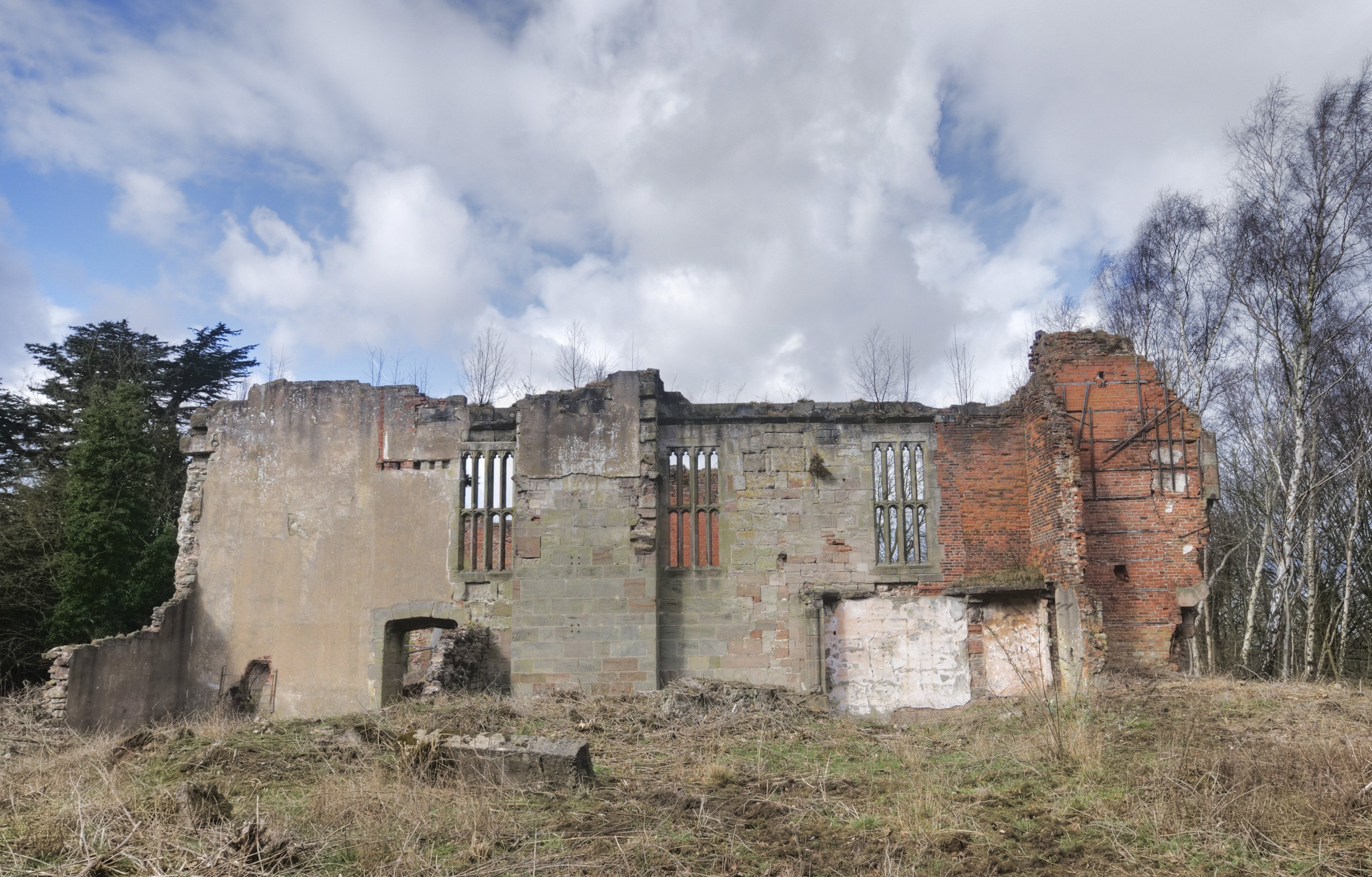
Die südliche Mauer der Großen Halle

Beaudesert Hall ist die Ruine eines Landhauses in einem Anwesen an Südende des Cannock Chase in der englischen Grafschaft Staffordshire. Einst war es der Familiensitz der Pagets, Marquesses of Anglesey. William Paget, 1. Baron Paget erwarb das Anwesen 1546. Der andere Sitz der Familie war Plas Newydd.
Wegen finanzieller Probleme wurde das Anwesen von Charles Paget, 6. Marquess of Anglesey, aufgeteilt, daher wurden die Möbel verkauft und das Baumaterial des Landhauses und der Stallungen versteigert. Einige Ausstattungen des Hauses, wie z. B. die Eichenpaneele des Waterloo Staircase, wurden nach Carrick Hill in Adelaide in Australien geschafft. Der Abriss des Hauses begann 1935, wurde aber nie vollendet, sodass heute noch einige Ruinen erhalten sind.
Heute dient ein Teil des früheren Anwesens als Pfadfindercamp und dem örtlichen Naturschutzbund. Man baute auch neue Gebäude für mehrtägige Kurse. Die Grand Lodge, die 1814 errichtet worden war, steht noch heute an der Horsey Lane östlich der Ruinen.

## Geschichte

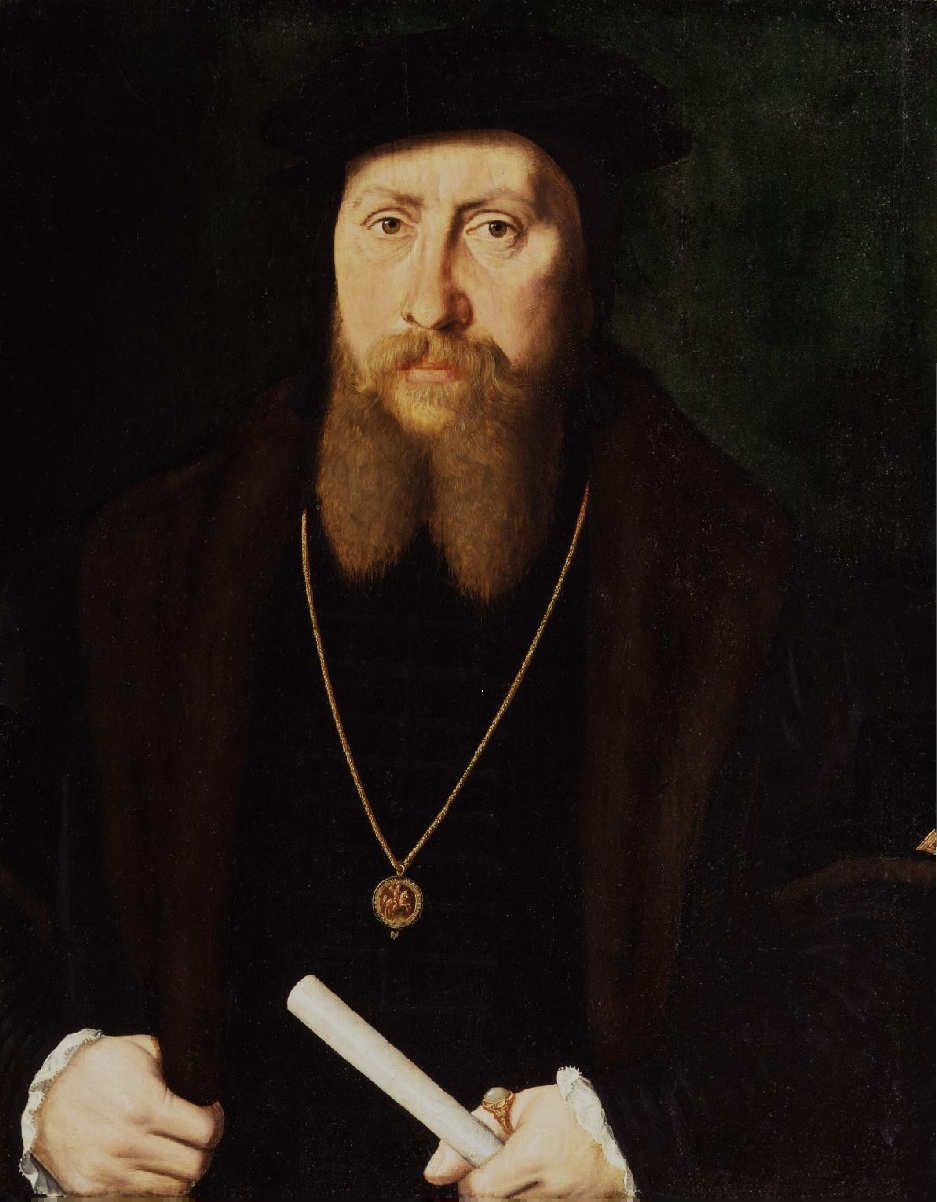
William Paget, 1. Baron Paget

Das Anwesen Beaudesert oder Beaudesert Park bedeckte einen großen Teil des südlichen Gebietes der Cannock Chase. Es war in drei separate Gebiete unterteilt: Beaudesert Old Park nördlich des Landhauses, den bewaldeten Mittelteil mit dem Landhaus, Gärten und Stallungen, und Beaudesert New Park östlich und südöstlich des Landhauses. Beaudesert Old Park bildete den größten Teil des Anwesens nördlich des Landhauses. Dort lag der Rehpark und die Landschaft ist wild und von dichtem Wald dominiert. Man nimmt an, dass der Name Beaudesert sich aus dieser Landschaft ableitet. Es ist ein französischer Name und bedeutet im Deutschen etwa „schöne Wildniss“.
Die erste Beaudesert Hall war schon 1292 bewohnt, und zwar von den Trumwyns aus Cannock. Anfang des 14. Jahrhunderts war dies der Palast des Bischofs von Lichfield und Coventry. Nach der Reformation durch König Heinrich VIII. wurde Beaudesert 1546 den Bischöfen abgenommen. Große Teile des Cannock Chase einschließlich Beaudesert  erhielt einer der engsten Berater des Königs, Sir William Paget.
Thomas Paget, 3. Baron Paget, ließ Beaudesert Hall 1573–1583 umfangreich neu aufbauen. Die typische Ostfassade im elisabethanischen Stil stammt aus dieser Zeit. Der größte Teil dieser Ostfassade wurde in Ziegelbauweise mit einigen Steinen aus Steinbrüchen im Cannock Chase erstellt. Die Bischöfe hatten früher ein Haus von einiger Bedeutung in Beaudesert und große Teile des Mauerwerks des Landhauses aus dem 14. Jahrhundert blieb während des Neubaus erhalten. 1629 verkaufte die Familie Paget das gesamte Anwesen an James Fitzhugh. Die Familie Fitzhugh verwaltete ihre Ländereien in Staffordshire, Shropshire und dem mittleren Wales bis 1732 von Beaudesert Hall aus. Dann kaufte die Familie Paget den größten Teil des Anwesens zurück. Die Westfassade allerdings blieb Eigentum der Fitzhughs und die Pagets pachteten sie von den Fitzhughs.

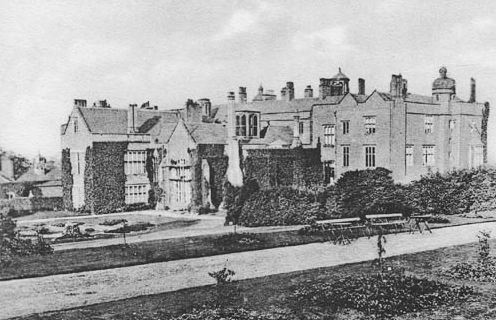
Westfassade von Beaudesert Hall um 1900

Die nächsten wesentlichen Arbeiten an dem Landhaus wurden im 18. Jahrhundert durchgeführt, als es sich in Besitz von Henry Paget, 9. Baon Paget befand. James Wyatt baute 1771–1772 das Innere des Landhauses um. Damals wurde der Innenhof entfernt und die Remise und die Stallungen aus weißem Stein in Form einer Sichel 100–150 Meter nördlich des Hauses erstellt. Damals konnte man das Landhaus von neun verschiedenen Lodges am Rand des Anwesens aus erreichen. Acht dieser Lodges sind heute noch als Wohnhäuser erhalten. Grand Lodge östlich des Landhauses war der Haupteingang. Das 1814 von John Shaw erstellte Gebäude zeigt viele architektonische Details, die auch das Landhaus hatte. In den 1820er-Jahren nahm der Architekt Joseph Potter einige kleinere Veränderungen am Äußeren des Landhauses vor und im Inneren wurde ein großer Teil des originalen Stucks und Holzes ersetzt; Potter baute auch einen Billardraum ein.

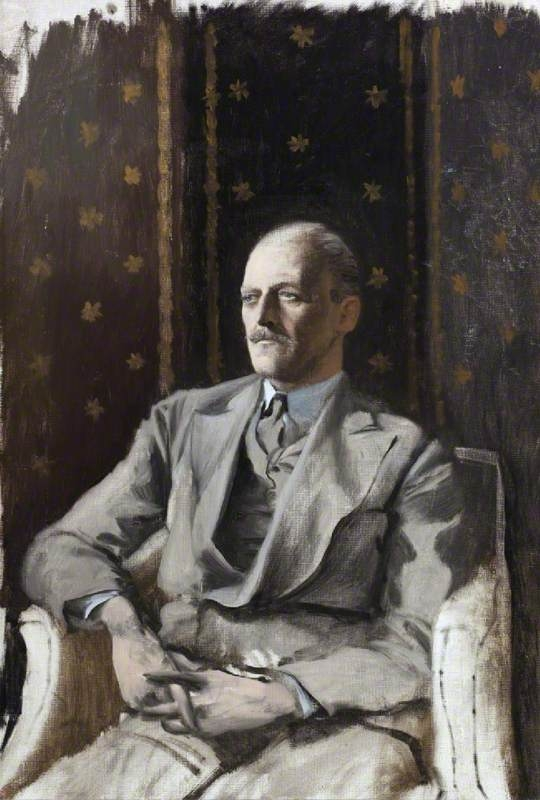
Charles Paget, 6. Marquess of Anglesey, Gemälde von Rex Whistler

Am 5. November 1909 beschädigte ein Brand Beaudesert Hall und Charles Paget, 6. Marquess of Anglesey wendete eine große Summe Geldes auf, um die Westfassade, die immer noch der Familie Fitzhugh gehörte, zu sichern, das Haus zu renovieren und einen Großteil dessen zu ersetzen, was seine Vorgänger einbauen hatten lassen, sodass der Zustand des Hauses aus der Zeit des 3. Barons wiederhergestellt wurde. Außen wurde nicht viel verändert mit Ausnahme der Westfassade und der Vorhalle an der Ostfassade, die in den Zustand zurückversetzt wurde, wie sie im 16. Jahrhundert war.
1920 verließ der 6. Marquess das Landhaus und lebte künftig in Plas Newydd. Die Möbel nahm er nicht mit und so wurden sie im Laufe des Sommers 1921 verkauft. Die hohe Steuerbelastung nach dem Ersten Weltkrieg bedeutete, dass der Marquess das Anwesen in Beaudesert nicht mehr erhalten konnte, und so wurde es zum Verkauf angeboten. Das Landhaus wurde vielen öffentlichen Körperschaften angeboten, so z. B. Colleges und Schulen, aber stets wurde es als ungeeignet für den jeweiligen Zweck eingestuft.
1932 wurden Beaudesert Hall und etwa 800 Hektar Land in Lichfield zur Versteigerung aufgeboten. Leider fand sich kein Käufer für das Anwesen, aber die neun Lodges wurden alle verkauft. 1935 bot man das Mauerwerk des Landhauses und der Stallungen mit allen Einbauten zum Verkauf an. Der Verkauf des gesamten Mauerwerks erbrachte £ 8000 und etwa 1850 m² Holzvertäfelung wurden entfernt, um in andere Gebäude eingebaut zu werden. Der Abriss des Landhauses begann 1935, wurde aber nie fertiggestellt, da die Abrissfirma noch während der Arbeiten in Konkurs ging.

## Landhaus

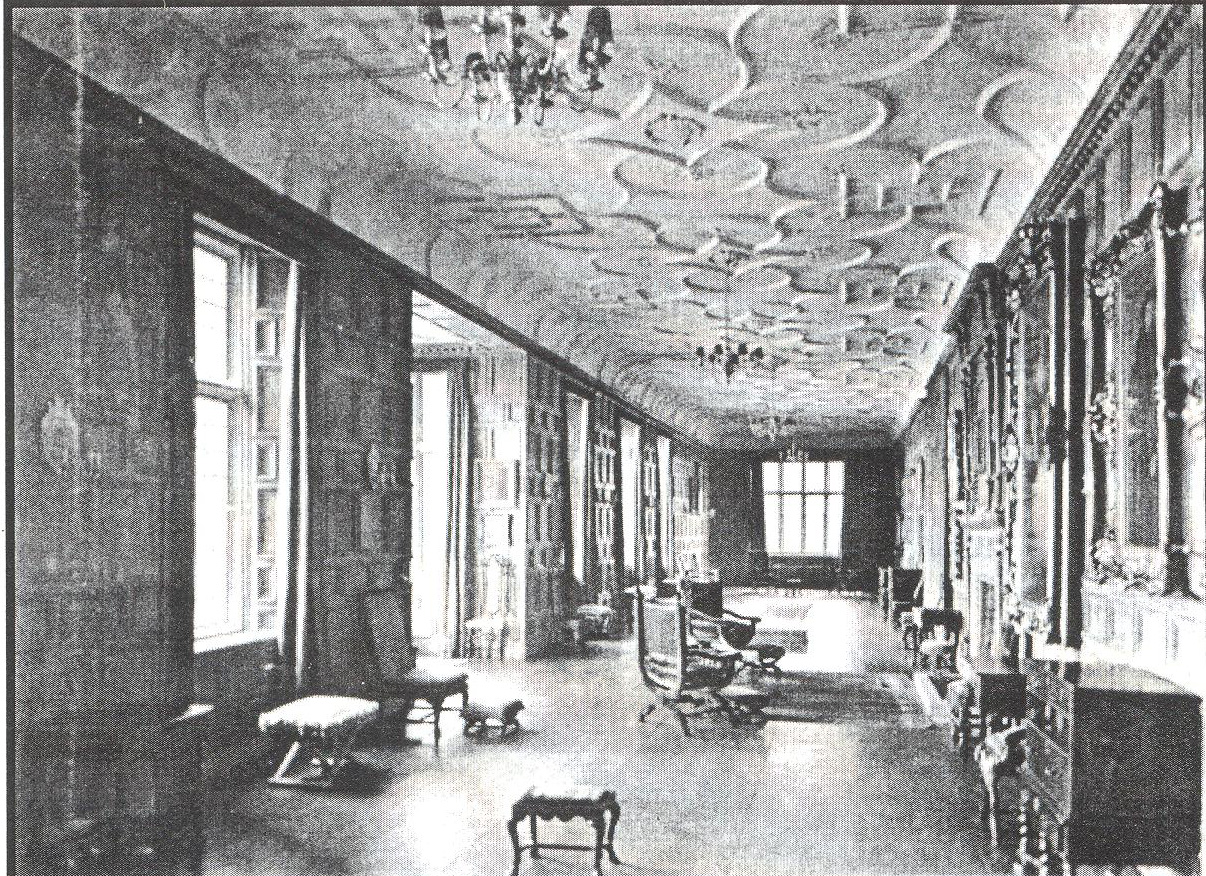
Die Große Galerie

Die Große Halle war ein ziemlich großer Raum, 25 Meter lang und 6,7 Meter breit. Der Boden des Raumes war mit ‘’Hopton-Wood’’-Kalkstein belegt und die Tonnendecke war holzvertäfelt. Die Wände waren bis 3 Meter Höhe mit alter Eiche vertäfelt und oberhalb hinten Bildwirkereien aus dem 17. Jahrhundert. An der Südwand gab es mehrere Maßwerkfenster, bestehend aus zwei Gruppen aus vier sehr schmalen Scheiben. Die oberen Scheiben waren oben als Dreipass ausgebildet und hatten so breite Rahmen, dass der mittlere Pfosten genau so breit war wie die Scheiben. An der Westwand gab es ein Fenster mit gekuppelten Bleiglasscheiben, etwa 3 Meter hoch.
Eines der bemerkenswertesten Details des Landhauses war der Waterloo Staircase. Der 1. Marquess ließ ihn 1815 nach der Schlacht von Waterloo anlegen. Dieses Treppenhaus lag rechts des oberen Teils der Eingangshalle. Es hatte 15 Treppenpfosten, auf denen offen geschnitzte Eichenlaternen und Balustraden saßen. Das Treppenhaus kaufen Edward und Ursula Hayward 1935 und ließen nach Carrick Hill in Australien verbringen, wo es wiederaufgebaut wurde und heute öffentlich zugänglich ist. Im Haus in Carrick Hill kann man auch bestimmte offene Kamine und Holzvertäfelungen aus Beaudesert Hall sehen.
Ein Faltschirm aus Eiche und Leinen, der einst zwischen der Eingangshalle und der Großen Halle stand, befindet sich heute im Museum in Glasgow, in dem auch die Burrell Collection hängt. Viele Bausteine vom Abriss der Beaudesert Hall wurden zur Verkleidung des St James’s Palace verwendet, der unter der Luftverschmutzung durch die Kohlenfeuerungen gelitten hatte.

## Die Gärten

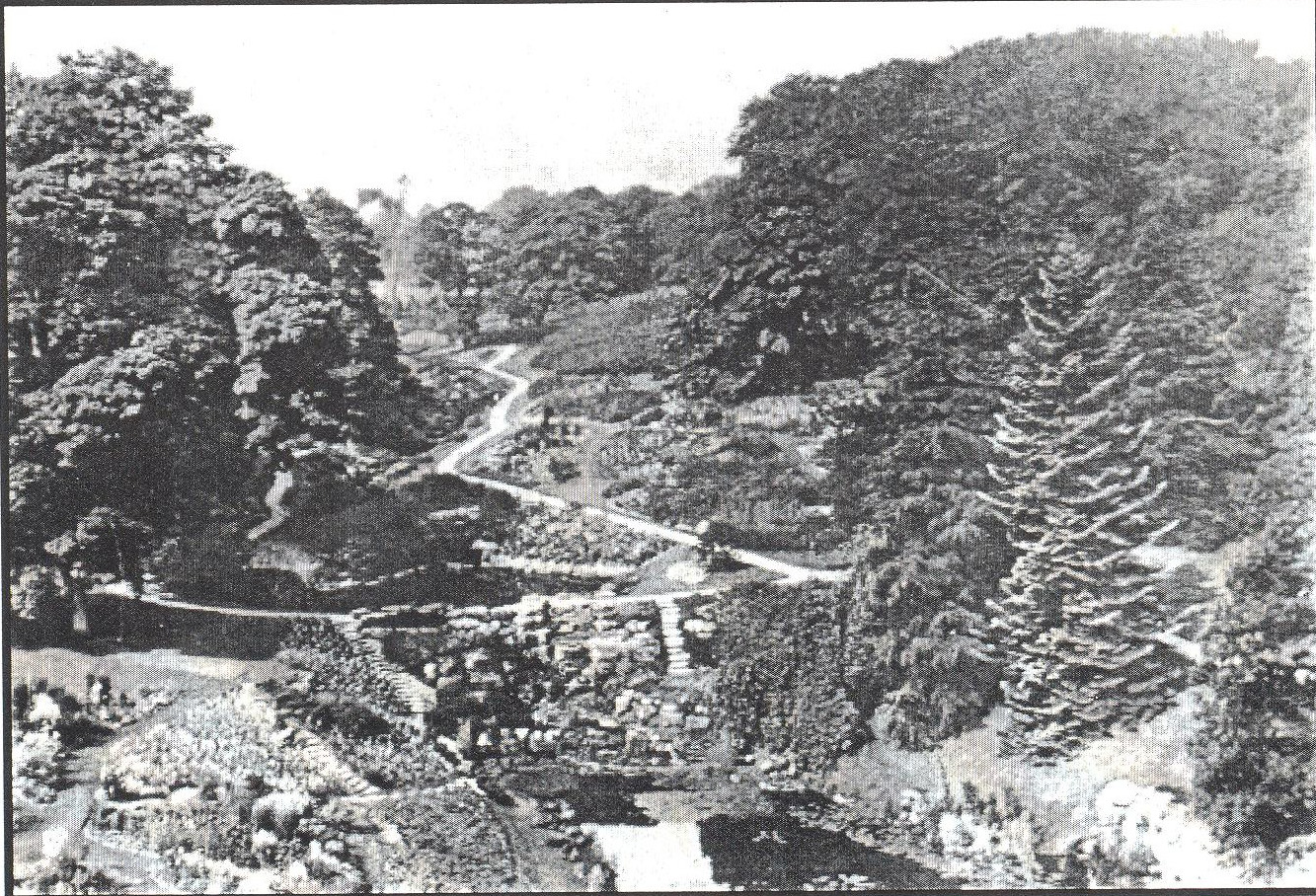
Die Gärten

Die Gärten bei Beaudesert Hall (entworfen vom Landschaftsgärtner Humphry Repton) waren recht groß und erstreckten sich vom Landhaus bis zum Castle Ring. Ein breiter Fußweg namens Broad Walk verlief entlang der Gärten. Am unteren Ende des Broad Walk gab es Eibenhecken auf beiden Seiten, die in Form von 24 Pfauen zugeschnitten war. Vom Broad Walk aus konnte man das Terrassenwohnzimmer im Obergeschoss des Landhauses erreichen. Den Zugang vermittelte eine Steinterrasse, die durch mehrere Steinbögen getragen wurde. Das hervorragendste Detail der Gärten war eine Kette von etwa sieben Lilienteichen. Das Wasser fiel aus dem ersten Teich weit oben im Garten über eine Kaskade von Wasserfällen durch die verschiedenen Teiche bis zum letzten in der Nähe des Landhauses. Zwischen dem vorletzten und dem letzten Teil befand sich ein 4,25 Meter hoher Wasserfall unter einer Steinbrücke. Die Gärten waren mit Zierbüschen, wie Azaleen, Rhododendren und Mahonien gestaltet. Sie sind bis heute erhalten und kontrastieren mit der umgebenden Kiefernwaldlandschaft. 1927 stiftete Lord Anglesey 49 Hektar Gartenland an die Pfadfinder und ähnliche Organisationen. Der Beaudesert Trust zur Verwaltung der Ländereien wurde gegründet. Am 2. Juli 1938 wurde ein Zeltplatz durch Ihre Majestät, die Princess Royal, eröffnet. Seit damals wird der Zeltplatz durch die Pfadfinder genutzt.

## Restaurierung

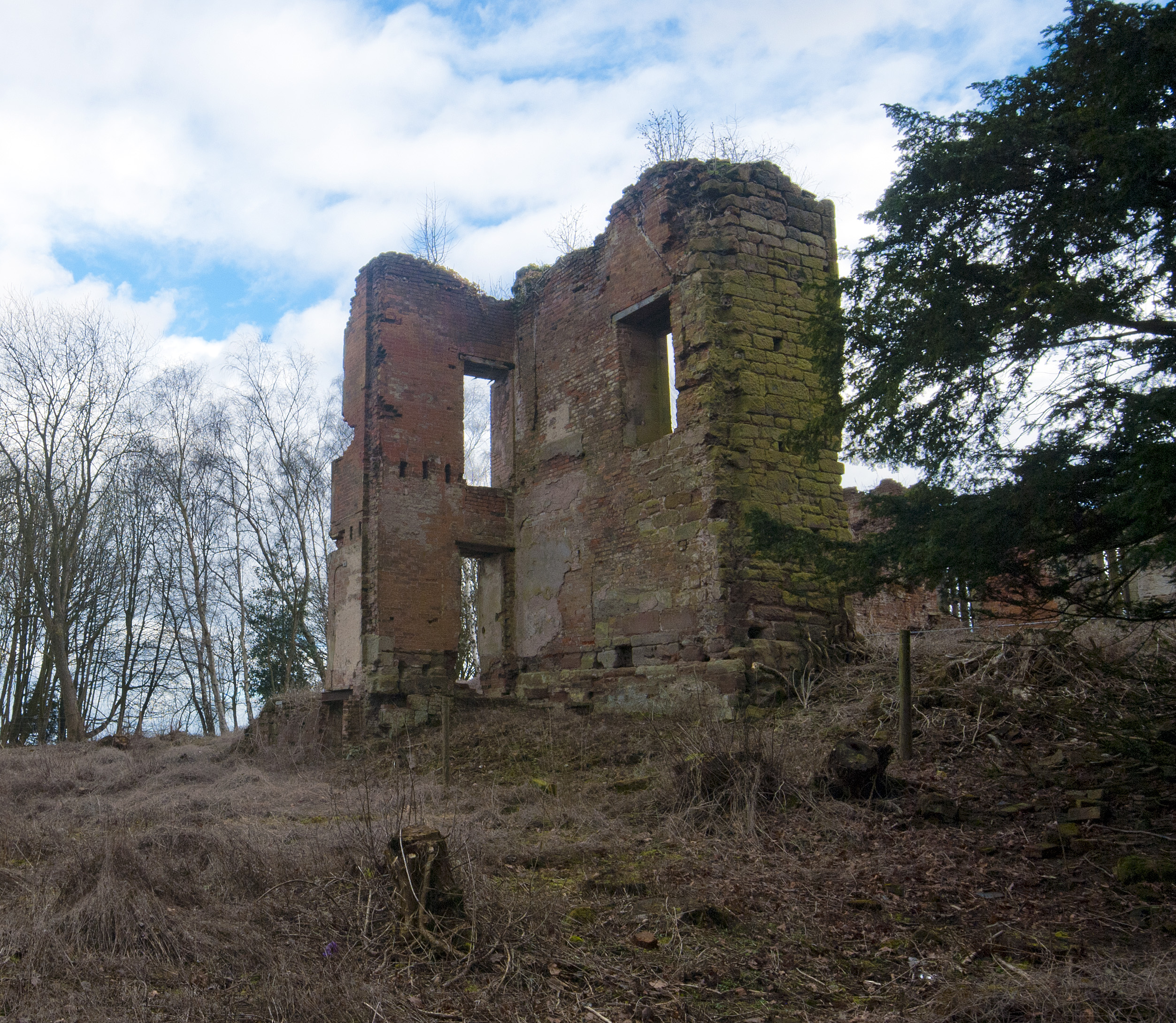
Nordwestecke des Hauses

1953 erhielten die Ruinen einen Schutz durch die Anerkennung als historisches Bauwerk II. Grades. Zur Zeit lässt der Beaudesert Trust, dem die Überreste und die Gärten gehören, die Ruinen stabilisieren und die Gärten in ihren ursprünglichen Zustand restaurieren. Die erhaltenen Ruinen bestehen aus drei Hauptkomponenten: die Südmauer der Großen Halle, eine Parallelmauer, die einst die Nordmauer der Großen Halle bildete, mit einem Fragment des Westflügels und die Nordwestecke des Hauses. Die Südmauer zeigt noch ihren Charakter aus dem 15. Jahrhundert, z. B. qualitätvolles Werksteinmauerwerk, die wichtigsten Fenster, ein Fenster, das die Estrade belichtet, und einen möglichen offenen Kamin, der auch zur Estrade gehört.